# Louis Nganioni
Louis Nganioni (Melun, 3 juni 1995) is een Frans voetballer van Congolese komaf die bij voorkeur als verdediger speelt.

## Loopbaan
Hij doorliep de jeugdopleiding van Olympique Lyonnais waarvoor het ook in het tweede team in het CFA speelde. In het seizoen 2015/16 kwam hij op huurbasis uit voor FC Utrecht. In het seizoen 2016/17 speelde hij voor Stade Brest in de Ligue 2.
Nganioni was Frans jeugdinternational en was finalist op het Europees kampioenschap voetbal mannen onder 19 - 2013 en won met Frankrijk onder 20 het Toulon Espoirs-toernooi in 2015.

## Carrièrestatistieken
| Seizoen                        | Club                  | Land            | Competitie      | Competitie | Competitie | Beker | Beker | Internationaal | Internationaal | Overig | Overig | Totaal | Totaal |
| Seizoen                        | Club                  | Land            | Competitie      | Wed.       | Dlp.       | Wed.  | Dlp.  | Wed.           | Dlp.           | Wed.   | Dlp.   | Wed.   | Dlp.   |
| ------------------------------ | --------------------- | --------------- | --------------- | ---------- | ---------- | ----- | ----- | -------------- | -------------- | ------ | ------ | ------ | ------ |
| 2012/13                        | Olympique Lyonnais II | Frankrijk       | CFA             | 1          | 0          | 0     | 0     | 0              | 0              | 0      | 0      | 1      | 0      |
| 2013/14                        | Olympique Lyonnais II | Frankrijk       | CFA             | 22         | 0          | 0     | 0     | 0              | 0              | 0      | 0      | 22     | 0      |
| 2014/15                        | Olympique Lyonnais II | Frankrijk       | CFA             | 29         | 1          | 0     | 0     | 0              | 0              | 0      | 0      | 29     | 1      |
| 2015/16                        | FC Utrecht            | Nederland       | Eredivisie      | 1          | 0          | 0     | 0     | 0              | 0              | 0      | 0      | 1      | 0      |
| Carrière totaal                | Carrière totaal       | Carrière totaal | Carrière totaal | 53         | 1          | 0     | 0     | 0              | 0              | 0      | 0      | 53     | 1      |
| Bijgewerkt tot 9 augustus 2015 |                       |                 |                 |            |            |       |       |                |                |        |        |        |        |